# 哈貝爾
哈貝爾是西非國家利比里亞的城鎮，由馬及比縣負責管轄，距離大西洋沿岸約15英里，海拔高度11米，鎮內自1926年起大量種植橡膠樹，羅伯茨國際機場處於該鎮西南方2英里，2008年人口23,402。
6°17′N 10°21′W / 6.283°N 10.350°W